# 한국교원대학교 교육박물관
한국교원대학교 교육박물관(韓國敎員大學校敎育博物館, Korea National University of Education Museum)은 한국교원대학교의 법정 부속 시설로서 2,270여 평의 규모에 약 3만3천여 점의 유물을 소장하고 있는 교육 분야 전문 국립박물관이다. 교육자료를 수집·보존·전시하고 학교사 자료를 조사·연구하여 교육 연구에 기여하며, 교육 문화와 한국 전통 문화에 대한 다양한 프로그램을 개발하여 운영하고 있다. 충청북도 청주시 흥덕구 강내면 한국교원대학교 캠퍼스 내에 위치하고 있다.

## 같이 보기
- 한국교원대학교
- 대한민국의 대학 박물관 목록